# کرافتویل (مینه‌سوتا)
کرافتویل (به انگلیسی: Croftville) یک منطقهٔ مسکونی در ایالات متحده آمریکا است که در شهرستان کوک، مینه‌سوتا واقع شده‌است. کرافتویل ۱۹۱٫۱۱ متر بالاتر از سطح دریا واقع شده‌است.